# Nicostrate (mythologie)
Pour les articles homonymes, voir Nicostrate.
Dans la mythologie grecque, Nicostrate (en grec ancien Νικόστρατος / Nikóstratos) est un des Atrides.
Il n'est cité que par quelques sources qui sont confuses à son égard : dans le Catalogue des femmes, il est le fils de Ménélas et Hélène, et le frère cadet d'Hermione ; cette ascendance se retrouve dans le pseudo-Apollodore. Le Catalogue le dit aussi ὂζον Ἄρηος / ózon Árêos, « rejeton d'Arès ». Chez Pausanias cependant, il est le fils de Ménélas et d'une esclave, frère de Mégapenthès. Pausanias explique que les Lacédémoniens avaient préféré donner le trône à Oreste, descendant de Tyndare, plutôt qu'à Nicostrate et Mégapenthès, fils d'une esclave.